# Mosorrofa
Mosorrofa (Messòchora in greco-calabro) fa parte della XII circoscrizione del comune di Reggio Calabria. Sorge su una zona collinare, a 430 metri s.l.m.,  alle spalle del centro della città e conta circa 2 000 abitanti.
Il santo patrono è San Demetrio Martire di Tessalonica, celebrato il 26 ottobre come in uso nella chiesa d'Oriente.

## Storia
Il toponimo potrebbe dervivare dal greco meso chora, cioè terra di mezzo.
In alcuni dolci tipici molto diffusi come i cuddhuraci o lo stomatico si trova una testimonianza delle origini greche del luogo. Nel censimento del 1861 la popolazione risultava ancora ellenofona. Tracce di una fattoria romana si riscontrano invece in località San Giorgio.

Secondo un'altra ipotesi, nell'88 a.C., con la conquista dell'intero Sud da parte romana, gli Italioti si unirono in federazione contro i Romani; la vicina Asia o Tisia (primitivo nome di Sant'Agata) fu presa dai Romani e sottomessa a Reggio. Coloni e soldati delle due città ostili ai romani si insediarono nelle rispettive periferie fomentando una dura resistenza agli invasori. Durante queste guerre federali contro i romani, gli Italioti ad essi ostili si sarebbero chiamati "Misoromei", (da misao = odiare, e romaios, romano), e quelli favorevoli Filoromei (da filòs= amico). Pare che l'insediamento Misoromeo qui localizzato fosse divenuto simbolo di lotta e fosse chiamato per l'appunto Misorroma. La circostanza è riportata anche nelle Antichità Romane di Dionigi di Alicarnasso, il quale narra che i Romani, nel sottomettere la colonia di Reggio, adottarono metodi particolarmente violenti, tanto da indurre i loro nemici a ritirarsi presso l'interno ove fondarono alcuni agglomerati.

Tale seconda ipotesi pare confermata dal fatto che nel dialetto di alcuni paesi della ionica (Melito Porto Salvo, San Lorenzo ecc.) Mosorrofa ancora oggi viene chiamata Misorroma.

Nel Medioevo Mosorrofa diventa un villaggio della fortezza di Sant'Agata.

Si ha testimonianza di alcuni monasteri basiliani sul territorio, quali San Demetrio, Santa Anastasia, Santa Maria.
Il terremoto del 5 febbraio 1783 fece 27 vittime, mentre furono ben 224 quelle del terremoto del 1908.

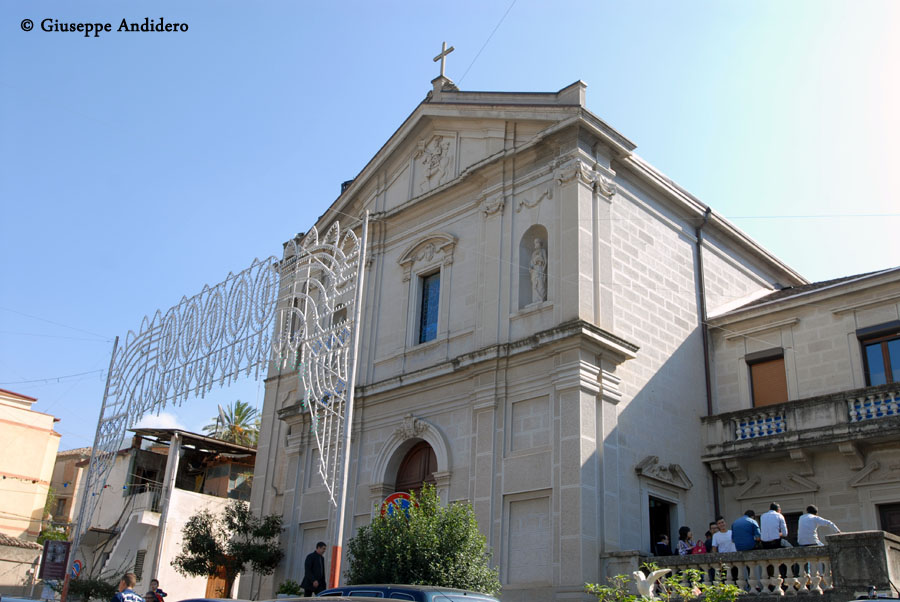
Chiesa parrocchiale

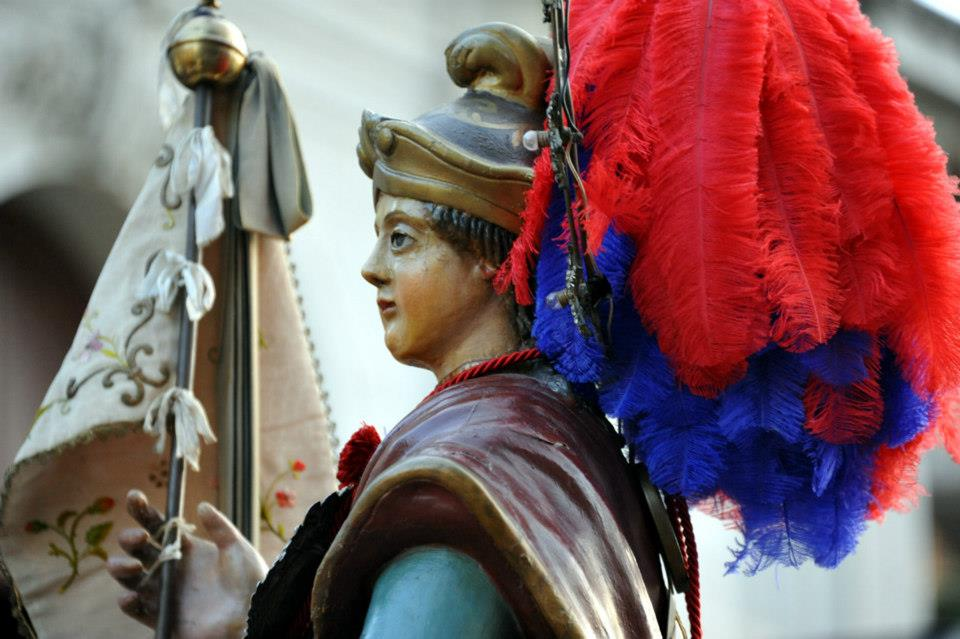
San Demetrio patrono di Mosorrofa si celebra il 26 ottobre

## Elementi e luoghi di interesse

### Architetture
All'interno della chiesa parrocchiale vi sono importanti altari settecenteschi di scuola siciliana, ed un'acquasantiera di epoca medievale. Nel piccolo museo parrocchiale sono custoditi libri antichi, ostensori, suppellettili religiose e statue, tra le quali la "guida", una statuetta in bronzo di San Demetrio, è l'oggetto più antico di tutta la parrocchia, è da questa che da artista napoletano nel 1850 viene ricavata la statua lignea che tutt'oggi viene portata in processione il 26 ottobre

I rioni più antichi come Mulè, Strapunti e Javureddhu conservano un impianto tipicamente medioevale.
In piazza una volta era possibile ammirare una fontana monumentale realizzata nel 1871.

Lungo le fiumare sorgono alcuni mulini ad acqua ed una gualchiera, interessanti testimonianze di archeologia industriale.
In località Bufano nell'aprile 2005 viene dato il via alla costruzione di un avveniristico campo sportivo in una scarpata profonda 27 metri. Nei quattro anni successivi la valle in cui si tenta di realizzare il campo viene letteralmente sventrata e adibita, come dimostrano alcune inchieste giudiziarie, a discarica di rifiuti nocivi.

### Ritrovamenti archeologici e fossili
La zona è ricca di giacimenti fossiliferi. Nel 1918 venne rinvenuto un corno di Bos primigenius, oggi esposto presso il Museo Nazionale della Magna Grecia di Reggio Calabria. Risulta abitata sin dall'età del ferro, come testimoniano alcuni resti in località Sala, è stato trovato da Crucitti Pasquale